# Rodrigo Fernández de Ribera
Rodrigo Fernández de Ribera (Sevilla, 1579 - íd., 1631) fue un escritor español del Siglo de Oro.

## Biografía
Viajó mucho por España y bastante por Europa. Fue amigo del arzobispo Vaca de Castro y secretario del Marqués de La Algaba. Es poeta principalmente culterano, y conceptista en su prosa; trató a los principales autores de su época. Utilizó a veces el seudónimo de "Toribio Martín, sacristán menor de La Algaba".

## Obra
Dio un sentido simbólico de desengaño barroco a cuanto escribió. Por ejemplo, el poema devoto Las lágrimas de San Pedro (1609), que recuerda el poema de Luigi Tansillo, o Escuadrón humilde levantado a devoción de la Inmaculada Concepción, poema en décimas (Sevilla, 1616). Epitalamio de las bodas de una viejísima viuda... y un beodo soldadísimo, es una silva satírica en 319 versos (Sevilla, 1625). De tono moralizante son sus Lecciones naturales contra el común descuido de la vida (Antequera, 1629). La Asinaria es un poema en 13 cantos y en tercetos que se conserva manuscrito y es una endeble imitación de la obra de Apuleyo. 
Se recuerdan especialmente sus novelitas satíricas, como por ejemplo Los anteojos de mejor vista considerada un antecedente de El Diablo Cojuelo de Luis Vélez de Guevara; en ella el licenciado Desengaño (alegoría) ve desde lo alto de la Giralda y gracias a unos anteojos que lleva sobre la nariz, la realidad de la vida, como luego la muestra el Cojuelo al estudiante levantándole los tejados de la Corte. Aparecen escribanos, médicos y escritores satirizados. Otra es El mesón del mundo, narración satírica alegórica que lleva censura laudatoria de Lope de Vega y versos de éste y Juan Pérez de Montalbán (Madrid, 1631); cuenta las cosas que ocurren en un mesón que representa la vida, en la que se entra al nacer y se sale al morir. También en esta obra expone Fernández de Ribera sus teorías literarias.

## Ediciones modernas
- Los anteojos de mejor vista; El mesón del mundo, edición de Víctor Infantes de Miguel, Madrid: Legasa, 1979. ISBN 84-85701-02-X.
- El mesón del mundo, estudio preliminar, selección y notas de Edward Nagy, New York: Las Américas Publishing Company, 1963.